# A/P22S-2
A/P 22S-2 fue el nombre de un traje espacial y de pilotaje de presión total diseñado y construido por la empresa David Clark.
El traje tenía cuatro capas y podía ser fabricado en ocho tallas. Disponía de un regulador de oxígeno dentro del casco. 
La capa más externa del traje estaba hecha de nailon y poliuretano, seguida por una malla de dacron y una tercera capa hinchable hecha de nailon y poliuretano impregnada de silicio. La última capa estaba hecha de tejido oxford.
Se considera al A/P 22S-2 como precursor de los trajes usados en el proyecto Gemini.